# Gudbrand Skatteboe
Gudbrand Gudbrandsen Skatteboe (Øystre Slidre, Oppland, 18 de juliol de 1875 – Øystre Slidre, 3 d'abril de 1965) va ser un tirador noruec que va competir a començaments del segle xx.
El 1906 va prendre part al primer dels quatre Jocs Olímpics que disputà durant la seva carrera esportiva. A Atenes guanyà quatre medalles del programa de tir, tres d'or, en rifle lliure, tres posicions, rifle lliure, bocaterrosa i rifle lliure, dret; i una de plata en rifle lliure per equips.
El 1908 va prendre part en els Jocs Olímpics de Londres, on va disputar dues proves del programa de tir. Va guanyar una medalla d'or en la prova de rifle lliure 300 metres, 3 posicions per equips, mentre en la rifle militar per equips fou sisè.
El 1912, a Londres va disputar tres proves del programa de tir, amb una medalla de plata guanyada en la prova de rifle lliure, 300 metres per equips i la cinquena posició en rifle lliure, 3 posicions, 300 metres com a resultats més destacats.
El 1920, un cop finalitzada la Primera Guerra Mundial, Skatteboe disputà els seus darrers Jocs Olímpics. A Anvers disputà tres proves del programa de tir i guanyà la medalla de plata en rifle lliure, 300 m. per equips, mentre en rifle militar 300 metres drets fou sisè.